# کاسکی
کاسکی (به پرتغالی: Cacequi) یک منطقهٔ مسکونی در برزیل است که در ریو گرانده جنوبی واقع شده‌است. کاسکی ۲٬۴۴۱ کیلومتر مربع مساحت و ۱۲٬۴۲۳ نفر جمعیت دارد و ۱۰۳ متر بالاتر از سطح دریا واقع شده‌است.